# Аль-Факик (кратер)
Аль-Факик (лат. Al-Fakik) — 15-километровый ударный кратер на Энцеладе, спутнике Сатурна. Находится севернее рытвин Хама и юго-западнее кратера Марджана; координаты центра — 35°31′ с. ш. 53°27′ в. д. / 35,52° с. ш. 53,45° в. д. Внутреннюю часть кратера занимает большая куполообразная возвышенность, возникшая вследствие релаксации поверхности после удара.
Область, где расположен этот кратер, была впервые сфотографирована космическим аппаратом «Вояджер-2» в 1981 году. Через некоторое время его детально заснял зонд «Кассини-Гюйгенс». Кратер назван именем Аль-Факика — персонажа сборника народных сказок «Тысяча и одна ночь» (третий брат цирюльника в сказке «Рассказ портного»; его имя означает «говорун»). Это название было утверждено Международным астрономическим союзом в 2006 году.